# Cranworth
Cranworth is een civil parish in het bestuurlijke gebied Breckland, in het Engelse graafschap Norfolk met 419 inwoners.